# The Ladder
The Ladder es el decimoctavo álbum de estudio de la banda inglesa de rock progresivo Yes, publicado en 1999. 
Este trabajo fue visto como un retorno al sonido clásico de la banda. Es el primer álbum que presenta al teclista Igor Khoroshev como miembro oficial. Poco después de grabar el material del disco, el productor del mismo, Bruce Fairbairn, falleció repentinamente en mayo de 1999, justo antes de grabar, según Chris Squire, unas pocas pistas vocales y realizar algunos retoques finales. Como consecuencia de esto, la banda dedicó el álbum al productor fallecido.
The Ladder alcanzó el 36.º puesto en Gran Bretaña y el 99.º en los EE. UU.

## Lista de canciones
Todas las canciones compuestas por Jon Anderson, Steve Howe, Igor Khoroshev, Alan White, Chris Squire y Billy Sherwood. Letras de Jon Anderson.
1. "Homeworld (The Ladder)" – 9:32
2. "It Will Be a Good Day (The River)" – 4:54
3. "Lightning Strikes" – 4:35
4. "Can I?" – 1:32
5. "Face to Face" – 5:02
6. "If Only You Knew" – 5:43
7. "To Be Alive (Hep Yadda)" – 5:07
8. "Finally" – 6:02
9. "The Messenger" – 5:13
  - Tributo a Bob Marley
10. "New Language" – 9:19
11. "Nine Voices (Longwalker)" – 3:21

## Personal
- Jon Anderson - voz principal
- Chris Squire - bajo, coros
- Steve Howe - guitarra principal, coros
- Billy Sherwood - guitarra, coros, teclados
- Igor Khoroshev - teclados
- Alan White - batería

- Datos: Q941445